# HD 210889
HD 210889，又名BD+33 4456，SAO 72132、HR 8475，是一颗恒星，视星等为5.33，位于銀經89.46，銀緯-17.76，其B1900.0坐标为赤經22h 8m 22.2s，赤緯+34° -17.76′ 41″。